# Plantago triantha
Plantago triantha är en grobladsväxtart som beskrevs av Spreng.. Plantago triantha ingår i släktet kämpar, och familjen grobladsväxter. Inga underarter finns listade i Catalogue of Life.